# Anton Chaguine
Pour les articles homonymes, voir Chaguine.
Anton Alexandrovitch Chaguine (en russe : Анто́н Алекса́ндрович Ша́гин, né Gorchkov, Горшко́в), né le 2 avril 1984 à Kimry dans l'oblast de Kalinine (URSS), est un acteur russe. Il est lauréat du prix du gouvernement de la fédération de Russie en 2012 et du prix du président de la fédération de Russie en 2017.

## Biographie
Anton Gorchkov (Chaguine) naît en 1984 et passe son enfance dans la ville de Karatchev (oblast de Briansk), où son grand-père, Iouri Constantinovitch Gorchkov, l'a installé à l'âge de huit mois, lorsque ses parents se sont séparés. Il étudie à l'école Kirov, puis prend le nom de Chaguine, celui du nouveau mari de sa mère. Alors qu'il a quatorze ans, sa mère est retrouvée tuée à Moscou et les circonstances de sa mort ne sont jamais élucidées. Après sa classe de terminale, il étudie dans une école technique avec la spécialisation d'outilleur-serrurier et participe à des spectacles d'amateurs. Après avoir travaillé pendant un an après la fin de ses études, il part pour Moscou et entre à l'école-studio du MKhAT en 2002 dont il sort diplômé en 2006 de la classe d'Igor Zolotovitski et de Sergueï Zemtsov.
De 2006 à 2009, il est acteur engagé dans la troupe du Théâtre académique de la jeunesse de Russie (RAMT). 
Depuis 2009, il fait partie de la troupe du Théâtre du Lenkom.
Chaguine compose des poèmes. Il est l'auteur d'un recueil de poésies intitulé «Её. Стихи» (À elle. Poésie, 2014) et «Антоновки» (Antonovki, 2019). Il se produit sur scène seul pour la lecture de ses poésies.
Le public russe l'a vu en 2021 dans l'émission Danse avec les stars sur la chaîne de télévision Rossiya-1. Il remporte la 5е place.

### Positions
Il soutient le rattachement de la Crimée à la Russie en 2014 et l'opération militaire spéciale en Ukraine en 2022, fustigeant dans une interview sur Youtube les tenants de la position inverse Maxime Galkine, Tchoulpan Khamatova et Ivan Ourgant.
Le 23 septembre 2022, il se produit dans le concert «Nous n'abandonnons pas les nôtres», organisé par l'ONF et consacré aux référendums de rattachement à la Russie de territoires « occupés par l'Ukraine » (2022) sur la place du Manège à Moscou.

### Vie privée
Anton Chaguine est marié avec l'actrice Veronika Issaïeva. Ils ont deux enfants, Matveï né en 2007 et Polina née en 2014.

## Carrière

### Rôles au théâtre

#### Théâtre du Lenkom
- 2009 — La Cerisaie d'Anton Tchekhov; mise en scène de Mark Zakharov: le marchand Lopakhine
- 2011 — Peer Gynt de Henrik Ibsen; mise en scène de Mark Zakharov: Peer Gynt
- 2012 — Folies espagnoles, fantaisie d'après Lope de Vega dans une traduction de T. Chtchepkina-Koupernik; mise en scène d'Igor Koniaïev: Aldemaro
- 2016 — La Journée de l'opritchnik de Vladimir Sorokine; mise en scène de Mark Zakharov: Fedka
- 2019 — Le Piège d'après des œuvres de Vladimir Sorokine, et des sources documentaires travaillées par Mark Zakharov; spectacle de Mark Zakharov et Alexandra Zakharova mis en scène par Igor Fokine: le voleur récidiviste Parassevitch
- Le Mariage de Figaro de Beaumarchais; mise en scène de Mark Zakharov:

#### Théâtre académique de la jeunesse
- 2006-2009 — Le Rouge et le Noir d'après le roman de Stendhal; mise en scène de Iouri Eriomine: Malet
- 2006-2009 — La Côte d'Utopie d'après la pièce de Tom Stoppard; mise en scène d'Alexeï Borodine: Sleptsov
- 2006-2009 — Les Aventures de Tom Sawyer d'après la pièce de Timothy Mason d'après le roman de Mark Twain; mise en scène de Cranny John; Tom Sawyer
- 2006-2009 — Lorenzaccio d'Alfred de Musset; mise en scène d'Alexeï Borodine: Tebaldeo

#### Autres théâtres

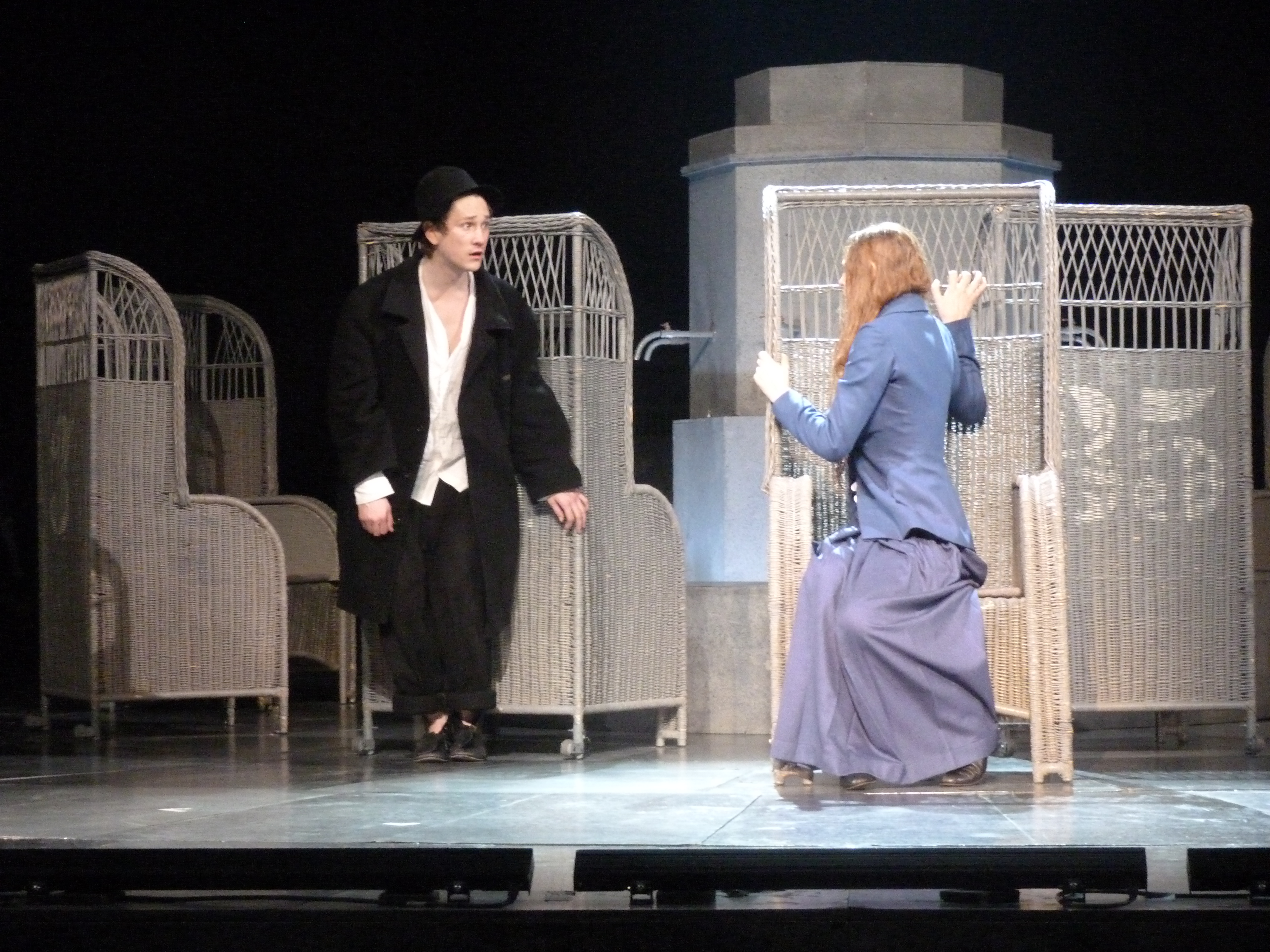
Avec Maria Lougovaïa dans la pièce Le Jeu d'après Dostoïevski au festival international de Madách en Hongrie (2014).

- 2006 — Ne vous séparez pas de vos proches d'Alexandre Volodine, spectacle de diplôme; mise en scène de Viktor Ryjakov: Mitia (Théâtre d'art Anton-Tchekhov)
- La Mégère apprivoisée. Mise en scène d'Igor Iatsko: Petrucino / Christopher Sly (Académie d'arts cinématographiques et dramatiques Nikita-Mikhalkov)
- La Saint-Valentin. Mise en scène de Viktor Ryjakov: Valentin (Centre théâtral «Sur le boulevard de la Passion», Moscou)
- Juillet. Mise en scène: Viktor Ryjakov: les trois fils du meurtrier (Théâtre «Praktika», Moscou)
- L'Amour selon le système de Stanislavsky. Mise en scène de Mikhaïl Kozakov: Alexeï (Centre théâtral «Innovatsia»)
- Liturgie ZÉRO. Mise en scène de Valeri Fokine: Alexeï Ivanovitch (Théâtre Alexandra, Saint-Pétersbourg)

### Filmographie

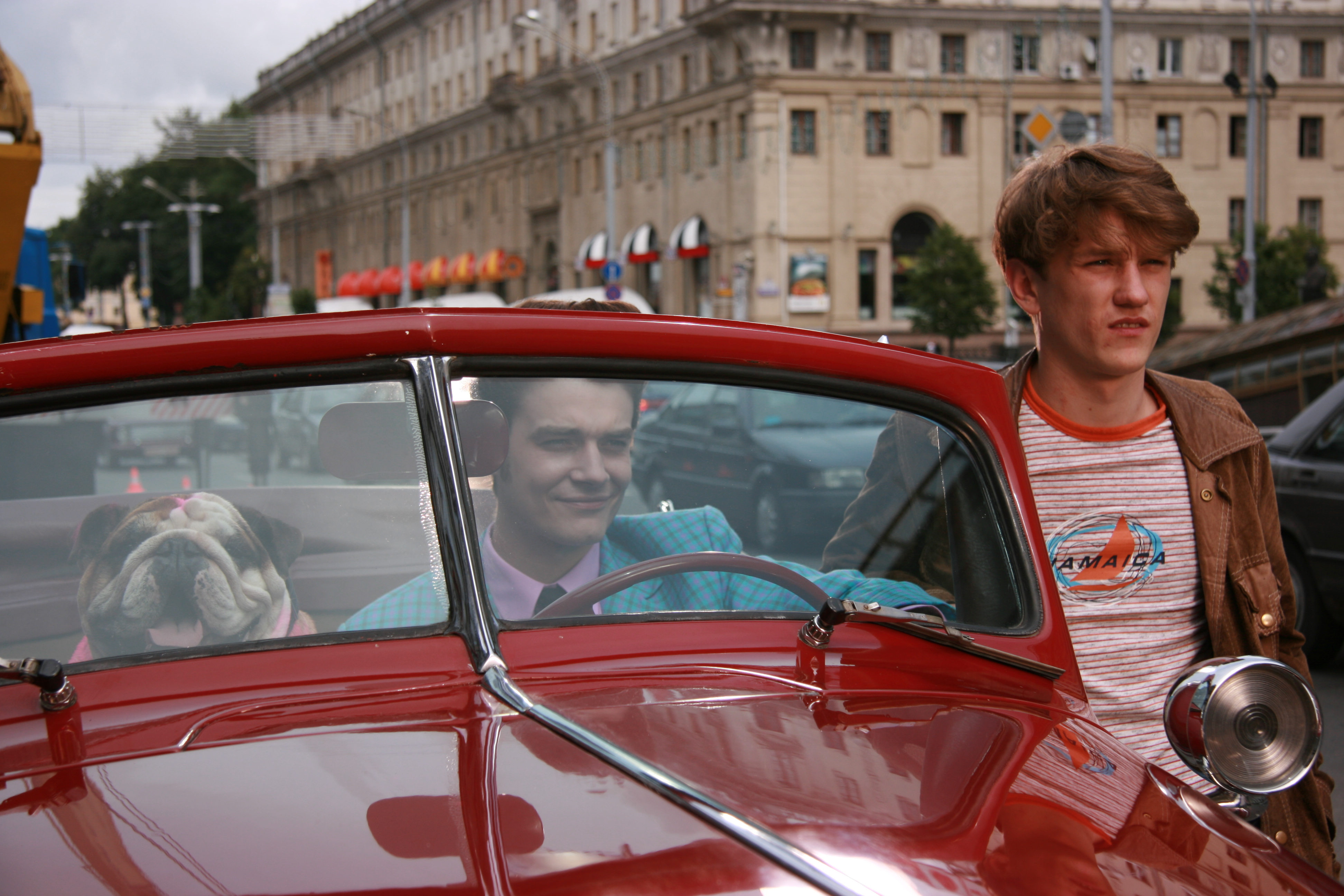
Anton Chaguine (debout) et Maxime Matveïev avec le bouledogue Philea sur le tournage du film Les Zazous. Minsk, avenue de l'Indépendance, 22 juin 2007.

- 2007 — L'Étau (Тиски): «la Taupe», l'ami du DJ Denis Orlov
- 2008 — Les Zazous (Стиляги): Mels (rôle principal)
- 2009 — Le Feu d'artifice de Moscou (Московский фейерверк): Semion
- 2010 — Au toucher (На ощупь): Gleb
- 2010 — Cache toi! (Прячься!): l'enquêteur Slava
- 2011 — Un baiser à travers le mur (Поцелуй сквозь стену): Kecha (Innocent) (rôle principal)
- 2011 — Un samedi presque parfait (В субботу): Valery Kabych
- 2011 — Les Fainéants (Бездельники): Sergueï Soloviov
- 2011 — Sans hommes (Без мужчин): le policier
- 2014 — Les Possédés (Бесы, d'après Dostoïevski) (feuilleton télévisé): Piotr Stepanovitch Verkhovenski, le fils de Stepan Trofimovitch
- 2014 — Kouprine (Куприн) (feuilleton télévisé): Piotr Arkadievitch Likhonine
- 2015 — Anka et les femmes moldaves (Анка с Молдаванки): Arkadi Sotnikov, le chef de bande
- 2015 — Sécurité (Охрана): Vitali
- 2016 — Le Marteau (Молот): Evgueni, bandit surnommé «le requin»
- 2016 — Vendredi (Пятница): Vitali Belov
- 2017 — Le Chemin du Calvaire (Хождение по мукам) (feuilleton télévisé): Alexeï Alexeïevitch Bessonov (sur le modèle du poète Alexandre Blok)
- 2017 — Paix à votre maison! (Мир вашему дому!): Pertchik
- 2018 — Dovlatov (Довлатов): le poète Anton Kouznetsov
- 2019 — L'Union du salut (Союз спасения): Kondrati Ryleïev, sous-lieutenant, poète
- 2019 — Podkidych (Подкидыш) (feuilleton télévisé): Michka Podkidych (Mikhaïl Rodionov), voyou de Novgorod (rôle principal)
- 2020 — Le Vent du Nord (Северный ветер): Benedikt[8]
- 2020 — La Comète de Galleï (Комета Галлея): Ignat Evguenievitch Galleï, physicien-astronome[9]
- 2021 — Le Petit Cheval bossu (Конёк-Горбунок): Ivan l'Idiot
- 2022 — Pétropolis (Петрополис): Vladimir Ognev
- 2023 — L'Air (Воздух):

#### Doublage
- 2009 — Un homme au singulier: Kenny Potter (rôle de Nicholas Hoult)

### Participation à des clips musicaux
- 2009 — Zara — clip de la chanson Pour elle («Для неё»)
- 2017 — Igor Rasteriaïev — clip de la chanson Le Mois («Месяц»)

### Distinctions

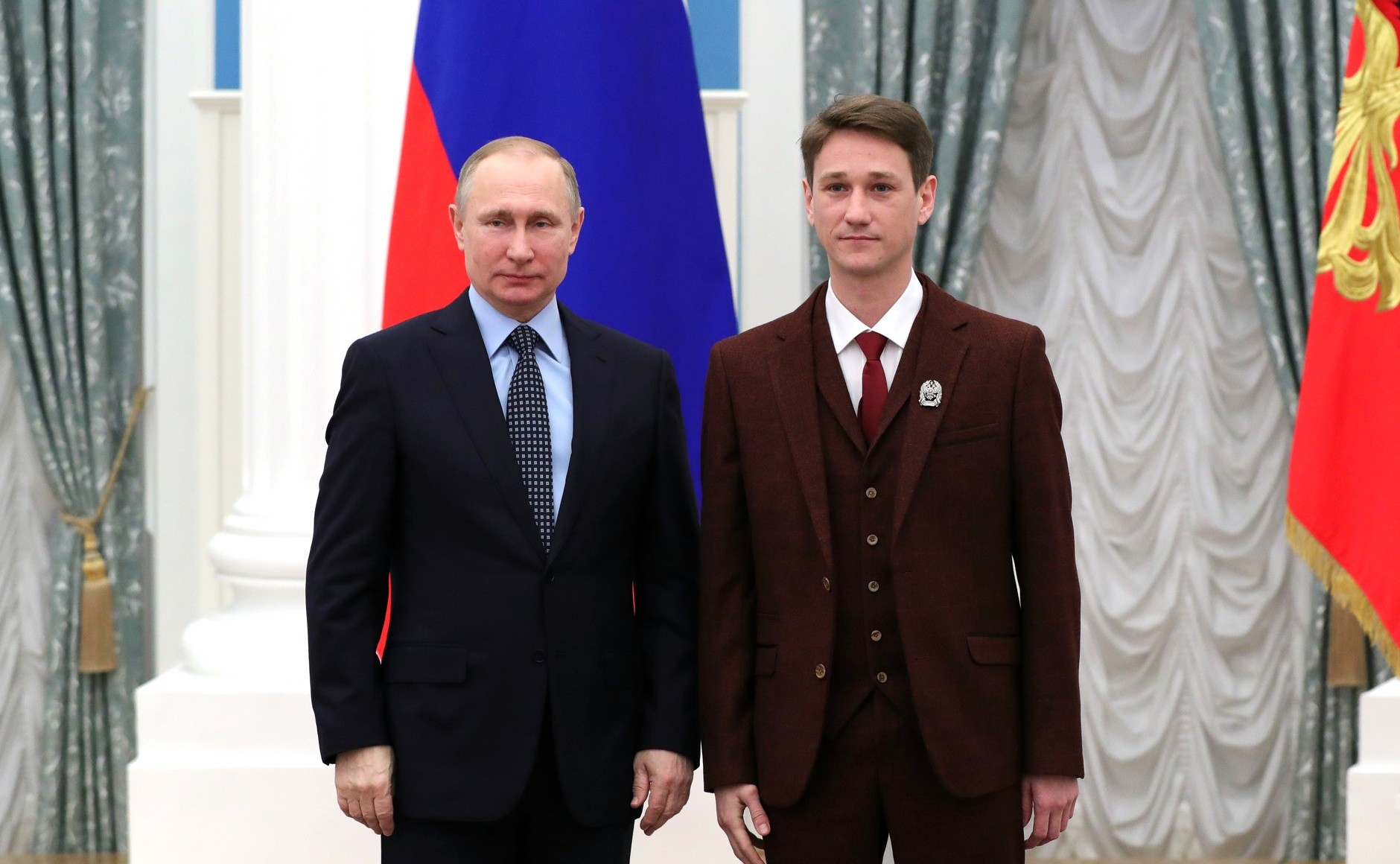
Remise du prix du Président de la Fédération de Russie de 2016 au Grand Palais du Kremlin, le 24 mars 2017.

- 2017: lauréat du prix du Président de la Fédération de Russie pour les jeunes personnalités de la culture « pour ses rôles dans le répertoire classique et contemporain du théâtre et du cinéma »[2].
- 2013: prix dans la catégorie meilleur jeu d'acteur au festival du cinéma russe de Tunis pour son rôle dans Les Fainéants (2011) d'Andreï Zaïtsev.
- 2012: lauréat du prix du Gouvernement de la Fédération de Russie dans le domaine de la culture « pour son rôle de Peer Gynt dans la mise en scène de Mark Zakharov au Théâtre du Lenkom »[1].
- 2011: prix spécial Rose de cristal («Хрустальная роза») du prix Turandot de cristal («Хрустальная Турандот») pour son rôle de Peer Gynt dans Peer Gynt mis en scène par Mark Zakharov au Théâtre du Lenkom.
- 2011: prix dans la catégorie meilleur acteur au festival international de Batoumi pour son rôle dans Un samedi presque parfait (2011) d'Alexandre Mindadzé[10].
- 2006: lauréat du prix Feuille d'or («Золотой лист»), nomination du meilleur rôle masculin pour son rôle de Mitia dans Ne vous séparez pas de vos proches dans la mise en scène de Viktor Ryjakov (école-studio du MKhAT).